# Scolioplecta
Scolioplecta es un género de polillas pertenecientes a la subfamilia Tortricinae, de la familia Tortricidae.

## Especies
- Scolioplecta allocotus Common, 1965
- Scolioplecta araea Turner, 1916
- Scolioplecta comptana (Walker, 1863)
- Scolioplecta exochus Common, 1965
- Scolioplecta molybdantha Meyrick, 1910
- Scolioplecta ochrophylla Turner, 1916
- Scolioplecta rigida (Meyrick, 1910)